# Sârbi (okręg Vâlcea)
Sârbi – wieś w Rumunii, w okręgu Vâlcea, w gminie Șușani. W 2011 roku liczyła 74 mieszkańców.